# Pleiostachya
Pleiostachya es un género con tres especies de plantas herbáceas perteneciente a la familia Marantaceae. Es originario de 

## Especies
- Pleiostachya leiostachya
- Pleiostachya pittieri
- Pleiostachya pruinosa